# Hypena mandatalis
Hypena mandatalis är en fjärilsart som beskrevs av Walker 1859. Hypena mandatalis ingår i släktet Hypena och familjen nattflyn. Inga underarter finns listade i Catalogue of Life.